# Czesław Danowski
Czesław Danowski (ur. 6 października 1921 w Sankt Petersburgu, zm. 28 grudnia 1978 w Łodzi) – polski inżynier, filatelista, juror wystaw filatelistycznych, sędzia filatelistyczny klasy międzynarodowej, członek założyciel Klubu Miłośników Książki, członek Zarządu i prelegent Dyskusyjnego Klubu Filmowego przy Łódzkim Domu Kultury, znawca sztuki i kolekcjoner, numizmatyk, znawca fotografii i techniki fotograficznej.

## Życiorys
Ukończył Liceum im. A. Czackiego w Warszawie, a następnie kontynuował naukę w Szkole Inżynierskiej Wawelberga i Rottwanda w Warszawie. Po wojnie najpierw kontynuował naukę na Politechnice w Louvain (Belgia), a po powrocie do Polski ukończył Wieczorową Szkołę Inżynierską w Radomiu, uzyskując tytuł zawodowy inżyniera mechanika w specjalności instalacji grzewczych, wentylacyjnych, gazowych i wodno-sanitarnych.
Brał udział w wojnie obronnej 1939, walczył w konspiracji w szeregach ZWZ i AK. W powstaniu warszawskim walczył w kompanii „B-3” pułku AK „Baszta” jako plutonowy podchorąży „Andrzej”. Odbył też służbę w Siłach Zbrojnych na Zachodzie – w dywizji gen. Maczka, do której dostał się z oflagu.
Przez krótki okres prowadził własny sklep filatelistyczno-fotograficzny „Okazja” w Łodzi przy ul. Kilińskiego. Sklep zamknięto po „akcji domiarów”. Pracował jako projektant i główny projektant w kilku zakładach m.in. w Spółdzielni Uniwersum, Zjednoczeniu Przemysłu Lniarskiego, Pracowni projektowej przy Fabryce Obrabiarek Ponar Jotes w Łodzi, której był założycielem. Był projektantem, realizatorem i inspektorem nadzoru w dziedzinie instalacji przemysłowych. W swojej specjalności zawodowej był również racjonalizatorem i wynalazcą. Był także ekspertem i biegłym sądowym. W latach 70. XX w. zaproszony przez UNICEF jako ekspert w dziedzinie projektowania odsalarni wody w Afryce, nie wyjechał, bowiem nie otrzymał paszportu od ówczesnych władz.

## Działalność społeczna
Działał społecznie m.in. w Stowarzyszeniu Wynalazców Polskich i Polskim Związku Inżynierów i Techników Sanitarnych, Federacji Dyskusyjnych Klubów Filmowych, Klubie Miłośników Książki.
Członek Honorowy PZF, wybitny ekspert i publicysta, wystawca i sędzia klasy międzynarodowej, działacz Okręgu Łódzkiego oraz Zarządu Głównego PZF, wielki znawca i propagator filatelistyki. Wieloletni przewodniczący Komisji Historyczno-Badawczej Zarządu Okręgu PZF w Łodzi. Był wystawcą i jurorem. Znajomość kilku języków obcych i problematyki filatelistycznej ułatwiły mu również uczestnictwo na wystawach międzynarodowych. Należał do Polskiego Związku Filatelistów (PZF) od jego powstania w 1950. Pełnił liczne funkcje we władzach naczelnych i władzach łódzkich PZF; między innymi był członkiem Zarządu Głównego PZF w latach 1955–1959.
Jego główne zasługi dla filatelistyki polskiej wiążą się z okresem łódzkim. Był członkiem Łódzkiego Towarzystwa Filatelistów od powstania PZF w 1950. Polski Związek Filatelistów nadał Mu najwyższą godność Członka Honorowego PZF, a także wyróżnił Złotą Odznaką Honorową PZF, Odznaką i Medalem 75-lecia Ruchu Filatelistycznego w Polsce, Medalem za zasługi dla rozwoju publikacji filatelistycznych, Medalem 25-lecia PZF i Medalem Kopernikowskim.
Ponadto był bibliofilem, numizmatykiem, znawcą antyków i kamieni szlachetnych, zbierał także różne znaczki niepocztowe-fiskalne, dobroczynne, bony towarowe itp. Wszystko to potrafił łączyć z dużymi osiągnięciami w pracy zawodowej.
Od 25 czerwca 1980 patron Koła PZF Łódź-Miasto, a także Koła Młodzieżowego przy DK Łódź-Dąbrowa.

## Publikacje
Był autorem wielu artykułów badawczych, popularyzatorskich i szkoleniowych, które publikował na łamach Przeglądu Filatelistycznego, Łódzkiego Biuletynu Filatelistycznego i Filatelisty. Był członkiem Kolegium Redakcyjnego monografii 50-lecie ruchu filatelistycznego w Łodzi i Filatelistyka w Łódzkiem, a także koreferentem części rozdziałów w ostatnim wydaniu Polskie znaki pocztowe. Opracował również Katalog specjalizowany znaczków pocztowych ziem polskich cz. 1 i cz. 2 Warszawa KAW 1989 ISBN 83-03-02689-5 i monograficzne wydanie Wodzowie. Publikacje odzwierciedlały jego główne obszary zainteresowań filatelistycznych: poczty miejskich wydań lokalnych, poczta AK, prowizoria z lat 1918–1924, „Wodzowie”, znaczki plebiscytowe i znaczki rosyjskich ziemstw.

## Ordery i odznaczenia
- Krzyż Srebrny Orderu Virtuti Militari (1965),
- Krzyż Walecznych (1965),
- Brązowy Krzyż Zasługi z Mieczami (1964),
- Medal Wojska po raz 1. i 2. (1948),
- Medal Zwycięstwa i Wolności 1945 (1958),
- Medal za Warszawę 1939–1945 (1959),
- Krzyż Armii Krajowej Londyn (1967).

Za wieloletnią i owocną działalność zawodową i społeczną
- Odznaka „Zasłużony Działacz Kultury”,
- Medal 30-lecia Polski Ludowej (1974),
- Honorowa Odznaka Województwa Łódzkiego (1968),
- Złota Odznaka „Zasłużony Pracownik Łączności” (1974),
- Srebrna Odznaka PZITS,
- Odznaka Honorowa PCK.